# رجونيات
الرَجُونِيَّات (الاسم العلمي: Coralliophilinae)، هي مجموعة تصنيفية، وفُصيلة تتكون من حوالي 200-250 من الحلزوونات البحرية، المنتمية إلى الرخويات البحرية البطنقدميات المعروفة باسم القواقع المرجانية أو الأصداف المرجانية.